# Gråsvart vårtöra
Gråsvart vårtöra (Thelephora atra) är en svampart som beskrevs av Weinm. 1836. Gråsvart vårtöra ingår i släktet vårtöron och familjen Thelephoraceae.  Arten är reproducerande i Sverige. Inga underarter finns listade i Catalogue of Life.
I den svenska databasen Dyntaxa används istället namnet Tomentella atramentaria för samma taxon.  Arten är reproducerande i Sverige.